# Közlüce
Közlüce ist ein Dorf (Köy) im Landkreis Pülümür der türkischen Provinz Tunceli. Im Jahr 2011 lebten in Közlüce 19 Menschen.